# Scotch (группа)
Scotch (итал. Scotch) — итальянская итало-диско группа, существовавшая в 1982—1987 годах.

## История
Группа была создана в 1982 году композитором и продюсером Манлио Канджелли, совместно с Винсом Ланчини (вокал) и Фабио Маргутти (клавишные). В таком составе группой был записан дебютный альбом Evolution, три сингла с которого приобрели огромную популярность и заняли высокие места в чартах многих стран. Так, сингл «Disco Band» стал визитной карточкой группы в Германии, Италии, Швейцарии и других странах, «Take Me Up» прославился в Португалии, а «Delirio Mind» — в Швеции. В странах социалистического лагеря группа также имела значительный успех.
В 1987 году состав группы пополнился новым участником — Францем Роме (клавишные, секвенсор), который вступил в группу для записи второго альбома Pictures of Old Days. Во время записи альбома группа выпустила много хитов, благодаря которым приобрела огромную популярность в Швеции. Синглы «Mirage», «Money Runner» и «Pictures» заняли верхние строчки в шведском и итальянском хит-парадах. Однако в связи с неудачей последнего сингла «Man To Man» и разногласиями в коллективе, в 1987 году группа Scotch распалась.

### Влияние на мировую музыку
Творчество группы оказало большое влияние на мировую поп-музыку. Всемирно известный хит Кайли Миноуг «Got to Be Certain» был написан под влиянием песни «Take Me Up» группы Scotch. Не менее известный хит Рика Эстли «Take Me to Your Heart» тоже был написан под влиянием этой песни. А сингл «Disco Band» стал основой для сингла группы Scooter «Lass Uns Tanzen», добившегося большой популярности в 1990-е годы. Другие синглы группы Scotch продолжают выходить на различных сборниках музыки стиля итало-диско. Некоторые из них признаны классикой этого музыкального жанра.

## Позиции синглов в чартах
- «Disco Band»

Италия — 28-е место
Германия — 3-е место
Швеция — 20-е место
Швейцария — 4-е место
Португалия — 4-е место
- «Delirio Mind»

Германия — 6-е место
Швеция — 5-е место
Швейцария — 19-е место
- «Take Me Up»

Германия — 19-е место
Португалия — 11-е место
- «Mirage»

Италия — 19-е место
Швеция — 2-е место
- «Money Runner»

Швеция — 12-е место
- «Pictures»

Швеция — 16-е место

## Дискография

### Альбомы
- 1985 — Evolution
- 1987 — Pictures of Old Days

### Синглы
- 1983 — Penguins' Invasion
- 1984 — Disco Band
- 1984 — Take Me Up
- 1985 — Delirio Mind
- 1985 - Plus Plus
- 1986 — Mirage
- 1986 — Money Runner
- 1987 — Pictures
- 1987 — Man To Man
- 2003 — Scotch Vs. Disco DJ — Disco Band 2003